# SafeDisc
SafeDisc ist ein CD/DVD-Kopierschutz der Firma Macrovision. Der Begriff Kopierschutz ist aber irreführend, da SafeDisc nicht das Kopieren von geschützten Medien verhindert, sondern nur die Ausführung geschützter Programme von kopierten Medien unterbindet. Eine Unterscheidung zwischen Originalmedium und Kopie ist aber nur möglich, wenn es Unterschiede gibt, die durch das CD-Laufwerk ausgelesen werden können. Moderne Brennsoftware kann in Verbindung mit bestimmten Brennern 1:1-Kopien erzeugen, die SafeDisc eine Unterscheidung zwischen Original und Kopie unmöglich machen. Die gleiche prinzipielle Schwachstelle lässt sich auch durch Laufwerkemulation ausnutzen. Neuere Versionen von SafeDisc führen deswegen eine Schwarze Liste mit Brennsoftware und Software zur Laufwerkemulation. Von SafeDisc gibt es bisher 4 Hauptversionen mit zahlreichen Unterversionen (Stand: Mai 2007). Die aktuelle Version wird unter dem Namen SafeDisc Advanced vertrieben. Alle Versionen von SafeDisc verschlüsseln das geschützte Programm und entschlüsseln es nur, wenn ein Originalmedium erkannt und authentifiziert wird. Da der benötigte Schlüssel auch auf dem Medium gespeichert ist, kann durch die Entschlüsselung des geschützten Programms der Kopierschutz dauerhaft deaktiviert werden.

## Technik & Versionen

### SafeDisc (1)
Auf den ersten 5 % der Datenstruktur des Mediums befinden sich etwa 10.000 unlesbare (defekte) Sektoren: Sie sollen den Einlesevorgang mit Brennprogrammen zum Abbruch bringen oder zumindest stark verzögern. Programme, welche nicht über die sogenannte Funktion „intelligentes Erkennen und Überspringen von unlesbaren Sektoren“ verfügen, benötigen für das Einlesen einer solchen CD mehrere Stunden. Des Weiteren wird die Ausführung verhindert, wenn mehr als ein optisches Laufwerk verfügbar ist. Safedisk (1) wird z. B. von NeedforSpeed 4 verwendet.
Zu erkennen sind SafeDisc-geschützte CDs durch die im Inhaltsverzeichnis (TOC) zu findenden Dateien:
- 00000001.TMP
- CLCD16.DLL
- CLCD32.DLL
- CLOKSPL.EXE
- DPLAYERX.DLL
- *.ICD (die originale Programmdatei in verschlüsselter Form)
- *.EXE (hat denselben Dateipräfix wie *.ICD und beinhaltet den Programmlader und Teile des Kopierschutzes)

SafeDisc (1) stellt einen vergleichsweise eher schwachen Kopierschutz dar und wurde schnell von Brennprogrammen ausgehebelt.

### SafeDisc 2
SafeDisc 2 enthält ebenfalls speziell veränderte Sektoren. Dieser Kopierschutz lässt sich nicht immer umgehen.
Zu den Merkmalen einer SafeDisc 2 geschützten CD gehören die im Inhaltsverzeichnis (TOC) gelisteten Dateien 00000001.TMP und 00000002.TMP. Letztere Datei ist nicht immer vorhanden. Der SafeDisc 2-Loader befindet sich in der ausführbaren Startdatei GAME.EXE. Zudem beinhaltet der Datenträger unlesbar fehlerhafte Sektoren.
Grundlage des Kopierschutzes ist das Standard Yellow-Book CDFormat, was bei CD-ROMs und Mixed-Mode-CDs zum Einsatz kommt. Mit dem Start der CD wird die Authentifizierung über den SafeDisc Loader eingeleitet, der verschlüsselten Dateien decodiert und ausführt. Zudem wird die Digitale ID im Main Channel Datenbereich geprüft. Die Digitale ID besteht aus fehlerhaften Sektoren und Daten, die sich im Pregap-Bereich befinden. Der Pregap-Bereich ist per Definition ein ca. 2 Sekunden großer Bereich, der sich vor dem Datentrack befindet und keine Daten enthält. Allerdings hinterlegen einige Brenner dort ihre Signatur. Anhand dieser Signatur ist es möglich, eine Kopie zu identifizieren.
Ein weiterer Schutz ist die EFM-Kodierung der CD. Beliebige Nutzerdaten können in gültige EFM-Wörter übersetzt werden, allerdings gibt es nur 256 gültige von insgesamt 16384 EFM-Wörtern. Ungültige EFM-Wörter, die bei der Produktion bewusst auf das Medium gepresst wurden, können, da der Brenner nur gültige EFM-Wörter schreiben kann, nicht kopiert werden. Zudem befinden sich auf einer geschützten CD sogenannte „schwache“ Sektoren.

### SafeDisc Advanced/SafeDisc 4
SafeDisc Advanced soll auch das Anlegen von virtuellen Laufwerken verhindern. Um Programme zu schützen, liefert Macrovision spezielle Software, die die Hersteller in ihre Programme integrieren und an beliebigen Stellen aufrufen können. Ab dieser Version startet das geschützte Spiel, ähnlich wie bei StarForce und auch SecuROM 7.x, nicht mehr aus einem SCSI-Laufwerk (auch SATA-Laufwerke im AHCI-Modus werden unter Windows als SCSI-Laufwerke erkannt). Das soll das Benutzen von Emulatorsoftware verhindern, die bisher nur in der Lage sind, SCSI-Laufwerke zu emulieren. Da SafeDisc jedoch keinen Treiber verwendet wie Starforce, können die Laufwerke softwareseitig vor dem Kopierschutz versteckt werden. Diese Fähigkeit besitzt zum Beispiel das Programm „Daemon Tools“.

### SafeDisc 4 Advanced
SafeDisc 4 Advanced überprüft die ATIP einer CD/DVD. In der ATIP sind Informationen über den CD-Typ gespeichert. Logischerweise enthält ein Rohling die Spezifizierung CD-R, allerdings können nur Brenner die ATIP auslesen. Trotzdem enthält SafeDisc 4 Advanced auch für CD/DVD-ROM-Laufwerke so einen Schutz. Wo bei der CD-R der ATIP-Code steht, ist bei einer SafeDisc-4-Advanced-geschützten CD/DVD ein SafeDisc-Code, welcher von CD/DVD-ROM-Laufwerken ausgelesen werden kann, indem sie kurz rückwärts lesen (am Anfang der CD). Jedoch sind nicht alle CD/DVD-ROM-Laufwerke in der Lage, rückwärts zu lesen.
Der Crackschutz verschlüsselt die .EXE- oder .DLL-Dateien, damit der Kopierschutz nicht manuell entfernt werden kann.
SafeDisc 4 Advanced arbeitet mit Blacklisting, d. h., es sucht auf der Festplatte nach Dateinamen wie „CloneCD“; falls diese gefunden werden, funktioniert nicht einmal mehr das Original. Diese Version von DVD zu emulieren, ist erst möglich, seit in Alcohol 120% Version 1.9.6.46xx die Funktion "RMPS V2" (Recordable Media Physical Signatur) integriert ist. Mit dieser ist es möglich, die relevanten Informationen in der MDS-Datei zu speichern und mit Alcohol 120% oder Daemon Tools Pro Advanced zu brennen. Mit RMPS gebrannte Sicherheitskopien laufen nur auf Systemen, auf welchen einer der beiden Emulatoren installiert ist.